# 500 kilomètres de Laguna Seca FIA GT 1998
Navigation
Édition précédente
Les 500 kilomètres de Laguna Seca 1998 FIA GT, disputées le 25 octobre 1998 sur le circuit de Laguna Seca, sont la dixième et dernière manche du championnat FIA GT 1998.

## Course

### Classement de la course
Classement à l'issue de la course (vainqueurs de catégorie en gras), :
| Pos.   | Catégorie | N° | Écurie                           | Pilotes                                             | Châssis                     | Pneus | Tours |
| Pos.   | Catégorie | N° | Écurie                           | Pilotes                                             | Moteur                      | Pneus | Tours |
| ------ | --------- | -- | -------------------------------- | --------------------------------------------------- | --------------------------- | ----- | ----- |
| 1      | GT1       | 2  | AMG Mercedes                     | Klaus Ludwig Ricardo Zonta                          | Mercedes-Benz CLK LM        | B     | 139   |
| 1      | GT1       | 2  | AMG Mercedes                     | Klaus Ludwig Ricardo Zonta                          | Mercedes-Benz M119 6.0L V8  | B     | 139   |
| 2      | GT1       | 1  | AMG Mercedes                     | Bernd Schneider Mark Webber                         | Mercedes-Benz CLK LM        | B     | 139   |
| 2      | GT1       | 1  | AMG Mercedes                     | Bernd Schneider Mark Webber                         | Mercedes-Benz M119 6.0L V8  | B     | 139   |
| 3      | GT1       | 8  | Porsche AG                       | Jörg Müller Uwe Alzen                               | Porsche 911 GT1-98          | M     | 138   |
| 3      | GT1       | 8  | Porsche AG                       | Jörg Müller Uwe Alzen                               | Porsche 3.2L Turbo Flat-6   | M     | 138   |
| 4      | GT1       | 3  | DAMS                             | Éric Bernard David Brabham                          | Panoz GTR-1                 | M     | 137   |
| 4      | GT1       | 3  | DAMS                             | Éric Bernard David Brabham                          | Ford (Roush) 6.0L V8        | M     | 137   |
| 5      | GT1       | 6  | Zakspeed Racing                  | Michael Bartels Max Angelelli                       | Porsche 911 GT1-98          | P     | 138   |
| 5      | GT1       | 6  | Zakspeed Racing                  | Michael Bartels Max Angelelli                       | Porsche 3.2L Turbo Flat-6   | P     | 138   |
| 6      | GT1       | 11 | Team Persson Motorsport          | Christophe Bouchut Bernd Mayländer                  | Mercedes-Benz CLK GTR       | B     | 135   |
| 6      | GT1       | 11 | Team Persson Motorsport          | Christophe Bouchut Bernd Mayländer                  | Mercedes-Benz M120 6.0L V12 | B     | 135   |
| 7      | GT2       | 51 | Viper Team Oreca                 | Olivier Beretta Pedro Lamy                          | Chrysler Viper GTS-R        | M     | 127   |
| 7      | GT2       | 51 | Viper Team Oreca                 | Olivier Beretta Pedro Lamy                          | Chrysler 8.0L V10           | M     | 127   |
| 8      | GT2       | 57 | Roock Racing                     | Bruno Eichmann Mike Hezemans                        | Porsche 911 GT2             | Y     | 126   |
| 8      | GT2       | 57 | Roock Racing                     | Bruno Eichmann Mike Hezemans                        | Porsche 3.6L Turbo Flat-6   | Y     | 126   |
| 9      | GT2       | 63 | Krauss Race Sports International | Michael Trunk Bernhard Müller                       | Porsche 911 GT2             | D     | 123   |
| 9      | GT2       | 63 | Krauss Race Sports International | Michael Trunk Bernhard Müller                       | Porsche 3.6L Turbo Flat-6   | D     | 123   |
| 10     | GT2       | 58 | Roock Sportsystem                | André Ahrlé Robert Schirle Dirk Layer               | Porsche 911 GT2             | Y     | 122   |
| 10     | GT2       | 58 | Roock Sportsystem                | André Ahrlé Robert Schirle Dirk Layer               | Porsche 3.6L Turbo Flat-6   | Y     | 122   |
| 11     | GT1       | 12 | Team Persson Motorsport          | Jean-Marc Gounon Marcel Tiemann                     | Mercedes-Benz CLK GTR       | B     | 121   |
| 11     | GT1       | 12 | Team Persson Motorsport          | Jean-Marc Gounon Marcel Tiemann                     | Mercedes-Benz M120 6.0L V12 | B     | 121   |
| 12     | GT2       | 60 | Elf Haberthur Racing             | Michel Neugarten Gerd Ruch Zak Brown                | Porsche 911 GT2             | G     | 118   |
| 12     | GT2       | 60 | Elf Haberthur Racing             | Michel Neugarten Gerd Ruch Zak Brown                | Porsche 3.6L Turbo Flat-6   | G     | 118   |
| 13     | GT2       | 80 | GP Motorsport                    | Daniel Dor John Young Peter Gregg                   | Saleen Mustang SR           | ?     | 118   |
| 13     | GT2       | 80 | GP Motorsport                    | Daniel Dor John Young Peter Gregg                   | Ford 5.9L V8                | ?     | 118   |
| 14     | GT2       | 69 | Proton Competition               | Gerold Ried Patrick Vuillaume                       | Porsche 911 GT2             | P     | 65    |
| 14     | GT2       | 69 | Proton Competition               | Gerold Ried Patrick Vuillaume                       | Porsche 3.6L Turbo Flat-6   | P     | 65    |
| 15     | GT2       | 53 | Chamberlain Engineering          | Ni Amorim Spencer Trenery Hans Hugenholtz           | Chrysler Viper GTS-R        | D     | 117   |
| 15     | GT2       | 53 | Chamberlain Engineering          | Ni Amorim Spencer Trenery Hans Hugenholtz           | Chrysler 8.0L V10           | D     | 117   |
| 16     | GT2       | 87 | Seikel Motorsport                | Tony Burgess Gerhard Marchner Manfred Jurasz        | Porsche 911 GT2             | P     | 113   |
| 16     | GT2       | 87 | Seikel Motorsport                | Tony Burgess Gerhard Marchner Manfred Jurasz        | Porsche 3.6L Turbo Flat-6   | P     | 113   |
| 17     | GT2       | 65 | Konrad Motorsport                | Martin Stretton Toni Seiler                         | Porsche 911 GT2             | D     | 105   |
| 17     | GT2       | 65 | Konrad Motorsport                | Martin Stretton Toni Seiler                         | Porsche 3.6L Turbo Flat-6   | D     | 105   |
| 18 DNF | GT2       | 81 | Freisinger Motorsport            | Wolfgang Kaufmann Michel Ligonnet                   | Porsche 911 GT2             | ?     | 84    |
| 18 DNF | GT2       | 81 | Freisinger Motorsport            | Wolfgang Kaufmann Michel Ligonnet                   | Porsche 3.6L Turbo Flat-6   | ?     | 84    |
| 19 DNF | GT2       | 61 | Elf Haberthur Racing             | Bruno Lambert Mike Conte                            | Porsche 911 GT2             | G     | 76    |
| 19 DNF | GT2       | 61 | Elf Haberthur Racing             | Bruno Lambert Mike Conte                            | Porsche 3.6L Turbo Flat-6   | G     | 76    |
| 20 DNF | GT2       | 76 | Seikel Motorsport                | Nigel Smith Andrew Bagnall Max Cohen-Olivar         | Porsche 911 GT2             | P     | 62    |
| 20 DNF | GT2       | 76 | Seikel Motorsport                | Nigel Smith Andrew Bagnall Max Cohen-Olivar         | Porsche 3.6L Turbo Flat-6   | P     | 62    |
| 21 DNF | GT1       | 7  | Porsche AG                       | Yannick Dalmas Allan McNish                         | Porsche 911 GT1-98          | M     | 44    |
| 21 DNF | GT1       | 7  | Porsche AG                       | Yannick Dalmas Allan McNish                         | Porsche 3.2L Turbo Flat-6   | M     | 44    |
| 22 DNF | GT2       | 71 | Marcos Racing International      | Herman Buurman Manno Schaafsma                      | Marcos LM600                | D     | 33    |
| 22 DNF | GT2       | 71 | Marcos Racing International      | Herman Buurman Manno Schaafsma                      | Chevrolet 5.9L V8           | D     | 33    |
| 23 DNF | GT2       | 70 | Marcos Racing International      | Christian Vann Harald Becker Cor Euser              | Marcos LM600                | D     | 21    |
| 23 DNF | GT2       | 70 | Marcos Racing International      | Christian Vann Harald Becker Cor Euser              | Chevrolet 5.9L V8           | D     | 21    |
| 24 DNF | GT2       | 62 | Stadler Motorsport               | Renato Mastropietro (en) Uwe Sick William Langhorne | Porsche 911 GT2             | P     | 19    |
| 24 DNF | GT2       | 62 | Stadler Motorsport               | Renato Mastropietro (en) Uwe Sick William Langhorne | Porsche 3.6L Turbo Flat-6   | P     | 19    |
| 25 DNF | GT2       | 86 | Larbre Compétition               | Jean-Luc Chéreau Jack Leconte                       | Porsche 911 GT2             | M     | 15    |
| 25 DNF | GT2       | 86 | Larbre Compétition               | Jean-Luc Chéreau Jack Leconte                       | Porsche 3.6L Turbo Flat-6   | M     | 15    |
| 26 DNF | GT2       | 56 | Roock Racing                     | Claudia Hürtgen Stéphane Ortelli                    | Porsche 911 GT2             | Y     | 7     |
| 26 DNF | GT2       | 56 | Roock Racing                     | Claudia Hürtgen Stéphane Ortelli                    | Porsche 3.6L Turbo Flat-6   | Y     | 7     |
| 27 DNF | GT2       | 66 | Konrad Motorsport                | Jan Lammers Franz Konrad                            | Porsche 911 GT2             | D     | 7     |
| 27 DNF | GT2       | 66 | Konrad Motorsport                | Jan Lammers Franz Konrad                            | Porsche 3.6L Turbo Flat-6   | D     | 7     |
| DNS    | GT2       | 52 | Viper Team Oreca                 | Karl Wendlinger David Donohue                       | Chrysler Viper GTS-R        | M     | –     |
| DNS    | GT2       | 52 | Viper Team Oreca                 | Karl Wendlinger David Donohue                       | Chrysler 8.0L V10           | M     | –     |
| DNS    | GT2       | 55 | Saleen-Allen Speedlab            | Andy Pilgrim Ron Johnson Terry Borcheller           | Saleen Mustang SR           | ?     | –     |
| DNS    | GT2       | 55 | Saleen-Allen Speedlab            | Andy Pilgrim Ron Johnson Terry Borcheller           | Ford 5.9L V8                | ?     | –     |